# Los Altos (Burgos)

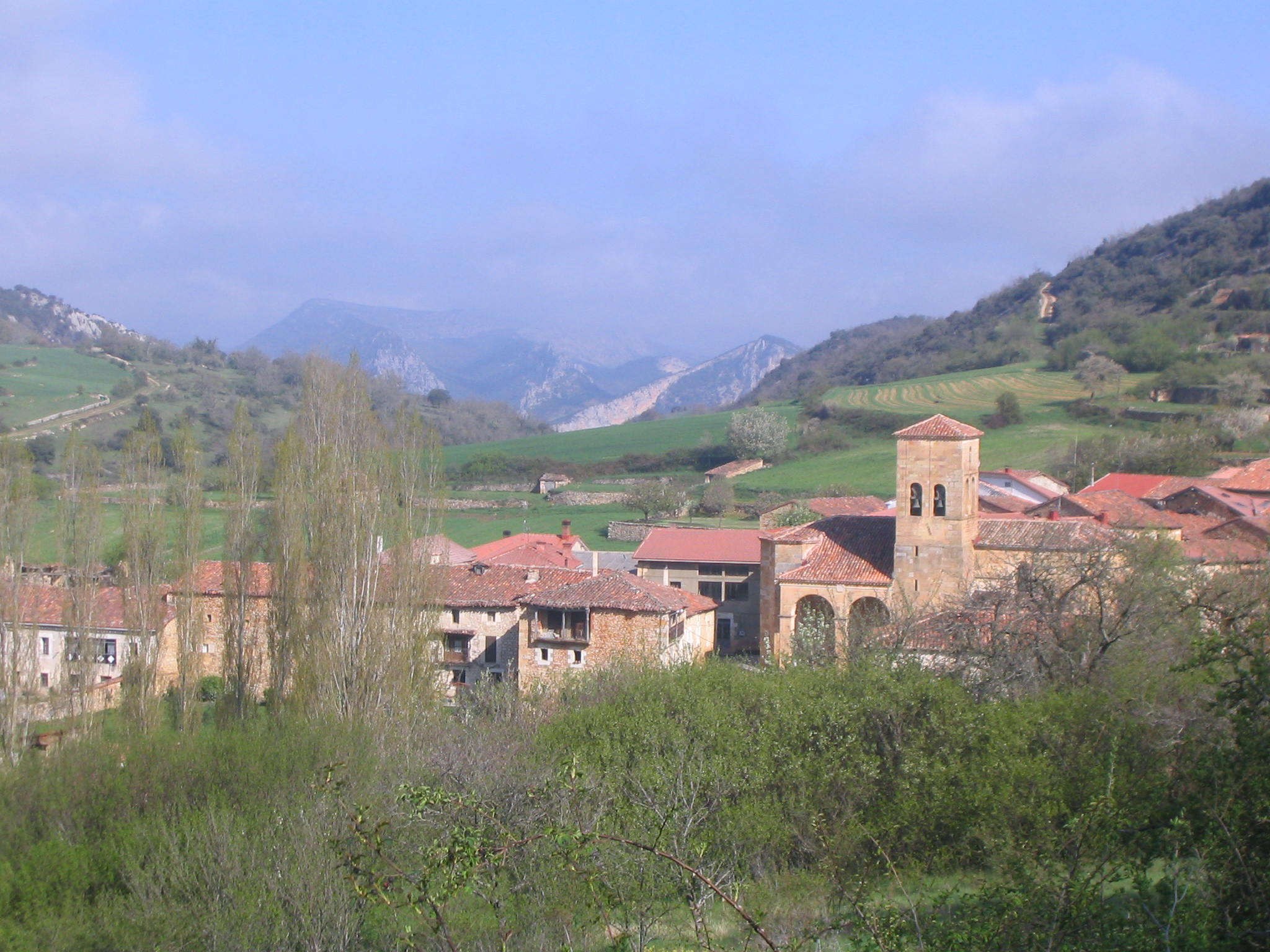
Vista de Ahedo de Butrón.

Los Altos es un municipio (código INE-014) español, en el partido judicial de Villarcayo, comarca de Las Merindades, provincia de Burgos, comunidad autónoma de Castilla y León.

## Historia
Se erige este nuevo ayuntamiento, denominado Los Altos de Dobro, por división del municipio llamado Merindad de Valdivielso, asignándole las aldeas de Dobro como cabecera de la nueva entidad, y además:
- Ahedo de Butrón
- Escóbados de Abajo
- Escóbados de Arriba
- Porquera de Butrón
- Quintanilla-Colina
- Tubilleja
- Tudanca
- Villalta

Posteriormente crece el término del municipio porque incorpora a las siguientes localidades:
- Pesadas de Burgos[4]
- Villaescusa del Butrón[5] con su anejo de
- Huidobro.

En 1910 se crea por la segregación de parte del territorio de Merindad de Valdivielso.
En 1930 Altos de Valdivielso pasa a llamarse Los Altos, incorpora el territorio de los extinguidos Pesadas de Burgos, Villaescusa del Butrón y parte del territorio de Villarmentero.

## Administración y política
La capital del municipio es la villa de Dobro y está formado por once Entidades Locales Menores, las cuales son:
| - Ahedo de Butrón - Dobro - Escóbados de Abajo | - Escóbados de Arriba - Huidobro - Pesadas de Burgos | - Porquera del Butrón - Quintanilla-Colina - Tubilleja | - Tudanca - Villaescusa del Butrón |  |

Además comprende el despoblado de Villalta.

### Parques eólicos
En funcionamiento:
- El Cerro, de la empresa CESA, con 30 aerogeneradores de tecnología Gamesa de una potencia unitaria de 660 kW, lo que supone una potencia total de 19.800 kW. Situado en los municipios de Valle de Sedano y Los Altos.
- La Mesa, de la empresa BURGERSA, con 15 aerogeneradores de tecnología Enercon de una potencia unitaria de 600 kW, lo que supone una potencia total de 9.000 kW;
- Ampliación de Peña Alta, de la empresa CESA-GERSA, con 4 aerogeneradores de tecnología Gamesa de una potencia unitaria de 850 kW, lo que supone una potencia total de 3400 kW.[7]

## Demografía
Los Altos cuenta con una población de 186 habitantes (INE 2024).
| Gráfica de evolución demográfica de Los Altos entre 1910 y 2021 |
| |
| Población de derecho según los censos de población del INE. Población de hecho según los censos de población del INE.En estos censos se denominaba Los Altos de Valdivieso: 1910 y 1920. Entre el censo de 1930 y el anterior, crece el término del municipio porque incorpora a Pesadas de Burgos y Villaescusa del Butrón. Entre el censo de 1910 y el anterior, aparece este municipio porque se segrega del municipio Merindad de Valdivielso, doce entidades que se segregaron y tomaron este nombre. |

El número de viviendas censadas en el año 2000 era de 356, siendo 103 principales, 178 secundarias y 75 vacías.
| Principales | Secundarias | Desocupadas | Otras | Alojamientos | TOTAL |
| ----------- | ----------- | ----------- | ----- | ------------ | ----- |
| 103         | 178         | 75          | 0     | 0            | 356   |
| 28,93 %     | 50,00 %     | 21,07 %     | 0 %   | 0 %          | 100 % |